# Сахар, Иехезкель
Иехезкель Сахар (ивр. יחזקאל סהר‎, при рождении Сахаров, ивр. סחרוב‎;
1907, Иерусалим — 28 сентября 1998) — деятель еврейской военизированной организации «Хагана», а впоследствии первый Генеральный инспектор полиции Израиля и посол Израиля в Австрии. Известен также как певец и коллекционер произведений искусства.

## Биография
Иехезкель Сахаров родился в Иерусалиме в 1907 году. В 16 лет вступил в ряды еврейской организации самообороны «Хагана». Занимал ряд командных должностей в тель-авивском отделении «Хаганы». В 1933 году был направлен в Лондон на учёбу; во время пребывания в Англии также занимался закупкой оружия для «Хаганы».
С 1936 по 1940 год занимал должность личного секретаря Хаима Вейцмана. Одновременно в период арабского восстания был одним из командиров отрядов, охранявших железные дороги. В 1941 году добровольцем пошёл в британскую армию, где окончил офицерские курсы и был направлен для несения службы в транспортную роту, полностью укомплектованную солдатами-евреями из подмандатной Палестины. В 1943 году принял командование ротой, которую и возглавлял до ухода в отставку в 1946 году в звании майора. В годы войны участвовал в сражении при Эль-Аламейне и высадке в Италии. После увольнения работал в Государственном отделе Еврейского агентства, отвечал за связи с британской полицией в Палестине.
9 ноября 1947 года в рамках подготовки к провозглашению независимости еврейского государства в Палестине Сахаров был назначен Давидом Бен-Гурионом на пост руководителя группы по подготовке к созданию полицейских сил будущего государства. 26 марта 1948 года, ещё до официального провозглашения независимости Израиля, Сахаров был официально назначен его первым Генеральным инспектором полиции и службы тюрем. В соответствии с проводимой Бен-Гурионом политикой, при занятии этого поста ему пришлось ивритизировать свою фамилию, которая теперь звучала как Сахар.
Сахар занимал должность Генерального инспектора полиции в течение первых десяти лет независимости. За время его пребывания на этом посту была создана сеть полицейских баз и участков, выработаны уставы и основополагающие принципы работы полиции. По его инициативе была создана Пограничная стража («МАГАВ», ивр. משמר הגבול, מג"ב‎) — полувоенные полицейские силы, занимающиеся вопросами внутренней безопасности и в первую очередь нацеленные на предотвращение проникновения на территорию Израиля диверсантов и террористов.
Ушёл в отставку с поста Генерального инспектора полиции 31 мая 1958 года. После этого был назначен посланником Израиля в Австрии, а затем официально занял пост посла в этой стране, на котором оставался до 1960 года. В это время, однако, в Израиле Сахар оказался фигурантом скандала. В ходе судебного разбирательства между действующим заместителем Генерального инспектора полиции Амосом Бен-Гурионом (сыном премьер-министра Давида Бен-Гуриона) и волонтёрской организацией «Шурат ха-митнадвим» суд пришёл к выводу, что Сахаром были даны ложные показания под присягой. Посол немедленно вернулся из Вены в Израиль и потребовал, чтобы его судили. В итоге против него было подано обвинительное заключение, он был приговорён к штрафу и условному заключению.
В 1968 году Сахар был официально помилован президентом Израиля Залманом Шазаром, однако до самой смерти в 1998 году продолжал вести борьбу за восстановление своей репутации. Помимо службы на государственных постах, он известен также как певец, записавший ряд песен в сотрудничестве с аранжировщиком Альфредом Нойманом. Часть этих песен была записана в годы, когда Сахар был Генеральным инспектором полиции, другие, возможно, раньше — во второй половине 1940-х годов. Как известный коллекционер произведений искусства и прикладной иудаики он стал инициатором создания музея французско-израильского художника Мане Каца.